# バートリ・ジグモンド
バートリ・ジグモンド（Báthory Zsigmond, 1572年 - 1613年3月27日）は、ハンガリー人のトランシルヴァニア公（在位：1581年 - 1597年、1598年 - 1599年、1601年 - 1602年）。

## 生涯
1572年、バートリ家のソムリヨ系統に生まれた。トランシルヴァニア公バートリ・クリシュトーフの息子で、ポーランド王ステファン・バートリの甥にあたると同時に、バートリ・エルジェーベト伯爵夫人とは従姉弟に当たる。
ジグモンドは父の存命中に公に選ばれたが、父が死んだ時はまた10歳未満の少年に過ぎず、公国の統治は摂政に任させられた。
1588年にジグモンドは親政を開始し、オスマン帝国に敵対するキリスト教徒君主の同盟に参加した。こうしたトルコへの敵対政策は明らかに危険だったが、公国では全く憂慮されていなかった。また、トゥルダで開催された議会はジグモンドに戴冠式に際しての宣誓文書を渡すよう要求したが、ジグモンドが貸し出しを拒むと、彼を退位させると脅かした。最終的にジグモンドは政敵に勝利し、1595年には逮捕した政敵全員を処刑した。
1595年、首都ジュラフェヘールヴァール（アルバ・ユリア）でワラキアの統治者ミハイ勇敢公と条約を結んだ。この条約はワラキアがトランシルヴァニアの主権下に入ること、ジグムントはミハイ勇敢公のオスマン帝国との戦いを支援することが取り決められた。また同年、ジグモンドは神聖ローマ皇帝ルドルフ2世の従妹マリア・クリスティーナと結婚するという栄誉に恵まれた。しかし夫婦生活が一度もなく（一説によればジグモンドが性機能障害であったとされる）、1599年には彼女と離婚している。
8月13日、ネアジロヴ川河畔のカルガレニの戦いで、ミハイ勇敢公はシナン・パシャの率いるトルコ軍を撃破した。ところが勝ったミハイの方では戦争を続けるだけの数の軍勢が手元におらず、トランシルヴァニアへと退却することになった。代わりにボチュカイ・イシュトヴァーンに率いられた4万のトランシルヴァニア軍が加わり、連合軍は10月8日にトゥルゴヴィシュテ、12日にブカレスト、ブライラの諸都市を次々に解放した。ワラキア自体も28日には解放された。
狂信的なイエスズ会信者であり、世俗世間を捨てて信仰と神秘主義に身を捧げることを夢見るようになり、以下のようにあらゆる手段でトランシルヴァニア公退位を試みた。
1597年、ジグモンドはトランシルヴァニア公を退き、公位をハンガリー王を兼ねる皇帝ルドルフ2世に譲った。引き換えにシロンスク地方のオポーレ公国を獲得した。オポーレ公の座を得たことで、ジグモンドは神聖ローマ帝国の諸侯の列に加わった。しかし1598年にはトランシルヴァニア公に復帰している。
1598年4月、ジグモンドは再び退位してルドルフ2世に譲ろうとしたが、半年後の10月には決定を覆した。そして翌1599年に2度目の退位を行い、従兄のバートリ・アンドラーシュ枢機卿に与えた。ポーランドで司教を務めていたアンドラーシュの即位は、トランシルヴァニアがポーランド王ジグムント3世の影響下に入ることを意味していた。しかし、反発したミハイ勇敢公はルドルフ2世との同盟を再結成し、1599年10月5日にアンドラーシュに対する遠征を開始した。そしてアンドラーシュを討ち取り同年の11月にはトランシルヴァニアを自らの手中に収めたのである。ミハイと同時に、ジョルジョ・バスタ率いるハプスブルク帝国の軍勢も西側からトランシルヴァニアを攻めた。
1600年、ジグモンドはポーランド人とコサックの軍勢を引き連れてトランシルヴァニア公の座を奪回しようとしたが、スチャヴァで今やモルダヴィア、ワラキア、トランシルヴァニアの3国家を支配下に収めていたミハイ勇敢公に撃退された。1601年にコロジュヴァールで開かれたトランシルヴァニア議会から公に復帰させられたが、再びミハイ勇敢公とジョルジョ・バスタによって退けられ、2度と復帰できなかった。1613年、プラハで客死した。